# Mardié

Mardié este o comună în departamentul Loiret din centrul Franței. În 1 ianuarie 2022 avea o populație de 3.083 de locuitori.